# Theodor Christian Jochimsen
Theodor Christian Jochimsen (13. juni 1838 på Rosendal ved Faxe – 25. februar 1906) var en dansk ingeniør.
Han var søn af forpagter på Rosendal Ditlef Jochimsen og Georgine født Larsen. Han blev cand.polyt. 1864, deltog i krigen samme år, var stadsingeniør i Odense Kommune fra 1869 til 1888 og blev efter E. Hersoms død 1888 stadsingeniør i Frederiksberg Kommune, hvilket han var til 1904. Jochimsen blev etatsråd, 1. juli 1885 Ridder af Dannebrog, 21. december 1900 Dannebrogsmand og bar Erindringsmedaljen for Krigen 1864. 
29. september 1869 ægtede han i Bromme Kirke Agnes Julie Camilla Petersen (27. november 1847 på Ødemark - 6. juni 1874).